# Johann Schreck
Joahnn Schreck (ur. 1576 w Bingen, zm. 11 maja 1630 w Pekinie), znany także jako Deng Yuhan (chiń. 鄧玉函) lub Terencjusz – niemiecki uczony, jezuita i misjonarz. Był bardzo wszechstronnie wykształcony, interesował się astronomią, matematyką, medycyną, naukami przyrodniczymi, prawem i teologią. Znał także wiele języków, w tym łacinę, grekę i aramejski. Oprócz tego potrafił biegle mówić po niemiecku, włosku, portugalsku, angielsku, francusku i chińsku.

## Życiorys
Niewiele wiadomo o jego rodzinie i dzieciństwie. W 1590 roku rozpoczął naukę na Uniwersytecie we Fryburgu Bryzgowijskim, gdzie zgłębiał siedem sztuk wyzwolonych. Po czterech latach nauki uzyskał tytuł bakałarza. Kontynuował naukę zdobywając w 1596 roku tytuł magistra medycyny. Później zainteresowały go nauki ścisłe oraz prawo. Oprócz tego nauczył się greki, łaciny i aramejskiego. W 1600 roku wyjechał do Paryża, gdzie współpracował ze słynnym matematykiem, François Viète. Po jego śmierci w 1603 roku, Schreck udał się do Padwy, gdzie spotkał Galileusza, który wywarł na niego duży wpływ. W 1610 roku przeniósł się do Rzymu, gdzie mieszkał jego przyjaciel Giovanni Faber, papieski fizyk, botanik i farmaceuta. W Rzymie Schreck poznał Federico Cesiego, wpływowego uczonego który wszedł w konflikt z Inkwizycją. W 1603 roku Cesi założył Accademia dei Lincei, której zamiarem było skupienie uczonych w celu wspólnej pracy. Do Cesiego, oprócz Schrecka, przyłączyło się kilku wybitnych uczonych, między innymi Galileusz. W tym samym roku Schreck wstąpił do zakonu Jezuitów w Rzymie i rozpoczął naukę teologii w Collegio Romano. Oprócz tego zajmował się edycją i badaniami nad Thesaurus Mexicanus, dziełem które zawierało opis roślin, zwierząt i bogactw naturalnych Ameryki Środkowej. Mimo iż dość szybko poradził sobie z tą pracą, to została ona opublikowana dopiero w 1651 roku.
W 1614 roku Nicolas Trigault, organizator misji do Chin, wybrał Schrecka jako kandydata do udania się do Państwa Środka. Johann zgodził się i od tej pory towarzyszył Nicolasowi w jego podróży po europejskich dworach, gdzie starali się pozyskać materialne wsparcie dla projektu misji. Oprócz pieniędzy, jezuici gromadzili różnego rodzaju księgi oraz przyrządy naukowe, które również chcieli zabrać do Chin. W międzyczasie dołączyli do nich inni jezuici, wśród których byli Giacomo Rho, Johann Adam Schall von Bell i Wenceslas Pantaleon Kirwitzer. 17 kwietnia 1618 roku misjonarze wyruszyli z Portugalii, na pokładzie statku, do Chin. W trakcie podróży Schreck rozpoczął pisanie Plinius Indicus, dzieła opisującego faunę i florę Dalekiego Wschodu. Pracy tej jednak nigdy nie ukończył. Do Makau dotarli 22 lipca 1619 roku. Zaraz po przybyciu Schrecka spotkały pierwsze problemy. Doszło bowiem do lokalnych prześladowań chrześcijan i ze względu na bezpieczeństwo, musiał on przez dwa lata przebywać w Makau. Później rozpoczął pracę misyjną w Hangzhou, następnie zaś przeniósł się do Pekinu. Tam poznał kilku chińskich uczonych i członków dworu, nawróconych wcześniej na chrześcijaństwo. Schreck, Longobardo, Rho i Schall nawiązali współpracę z Chińczykami i wspólnie przetłumaczyli na chiński kilka europejskich dzieł i prac naukowych. Wiedza i umiejętności jezuitów cieszyły się dużym uznaniem ze strony władz chińskich i to właśnie przybyszom z Europy Zachodniej i ich chińskiemu współwyznawcy, Xu Guangqi, cesarz zlecił reformę kalendarza. Na początku prac uczeni napotkali trudności, których nie potrafił sami rozwiązać. Zwrócili się więc z prośbą o pomoc do Johannesa Keplera, którego Schreck znał osobiście. Kepler napisał tekst zawierający rady dla jezuitów i przesłał im dwie części swoich Tabulae Rudolphinae. Schreck nie doczekał jednak przesyłki, zmarł bowiem w 1630 roku. Prace nad kalendarzem kontynuowali Schall i Rho.